# Manoel Afonso Júnior
Manoel Afonso Júnior, meglio noto come Afonso (14 novembre 1991), è un calciatore brasiliano, attaccante del Penedense.

## Carriera
Ha giocato nella massima serie dei campionati giapponese e portoghese.

## Statistiche

### Presenze e reti nei club
Statistiche aggiornate al 15 giugno 2021.
| Stagione        | Squadra         | Campionato      | Campionato | Campionato | Coppe nazionali | Coppe nazionali | Coppe nazionali | Coppe continentali | Coppe continentali | Coppe continentali | Altre coppe | Altre coppe | Altre coppe | Totale | Totale |
| Stagione        | Squadra         | Comp            | Pres       | Reti       | Comp            | Pres            | Reti            | Comp               | Pres               | Reti               | Comp        | Pres        | Reti        | Pres   | Reti   |
| --------------- | --------------- | --------------- | ---------- | ---------- | --------------- | --------------- | --------------- | ------------------ | ------------------ | ------------------ | ----------- | ----------- | ----------- | ------ | ------ |
| 2011            | Gamba Osaka     | J1              | 5          | 0          | CG              | 2               | 0               |                    | -                  | -                  |             | -           | -           | 7      | 0      |
| 2012-2013       | Académica       | PL              | 13         | 0          | CP+CdL          | 2+0             | 0+0             | UEL                | 4                  | 0                  | SP          | 1           | 0           | 20     | 0      |
| Totale carriera | Totale carriera | Totale carriera | 18         | 0          |                 | 4               | 0               |                    | 4                  | 0                  |             | 1           | 0           | 27     | 0      |